# Список керівників держав 40 року
Список керівників держав 40 року — це перелік правителів країн світу 40 року
Список керівників держав 39 року — 40 рік — Список керівників держав 41 року — Список керівників держав за роками

## Європа
- плем'я атребатів — король Веріка (15-43)
- Боспорська держава — цар Мітрідат VIII (38-45)
- Ірландія — верховний король Фіаху Фіннолах (38-55)
- плем'я кантіїв — король Адміній (30-40)
- плем'я катувеллаунів — вождь Кунобелін (9-43)
- Одриське царство — цар Реметалк III (38-46) і цариця Піфодорида II (38-46)
- Римська імперія
  - імператор Калігула (37-41)

## Азія
- Адіабена — цар Ізат II (34-55) і цариця Єлена (30-58)
- Бану Джурам (Мекка) — Абд аль-Мадан (16-46)
- Велика Вірменія — цар Ород (37-42)
- Диньяваді —  Нала Майю (37-68)
- Емеса — цар Самсігерам II (11 р до н.е.-42)
- Іберійське царство — цар Фарасман I (35-60)
- Індо-парфянське царство (Маргіана) — цар Гондофар (20-50)
- Індо-скіфське царство — цар Аспаварма (15-45)
- Китай
  - Династія Хань — імператор Гуан У (Лю Сю) (27-57)
- Когурьо — тхеван (король) Темусін (18-44)
- Коммагена — Антіох IV (38-72)
- Кушанська імперія — Куджула Кадфиз (30-80)
- Мала Вірменія — цар Котіс IX (38-54)
- Набатейське царство — цар Арета IV Філопатор (9 до н. е.— 40 н. е.), його змінив Маліх II (40-70)
- Осроена — цар Абгар V Уккама (13-50)
- Пекче — король Тару (29-77)
- Персія
  - Парфія — шах Вардан I (40-47) і  шах Готарз II (40-52) (брати)
- Понтійське царство — цар Полемон II (38-64)
- Царство Сатаваханів — магараджа Гауракрішна Сатавахана (31-56)
- Сипау (Онг Паун) — Сау Кам Таут (36-72)
- Сілла — ісагим (король) Юрі (24-57)
- Харакена — цар Атамбалос III (37-45)
- Хим'яр — цар Дхамар'алі Байїн II (25-45)
- Шрикшетра — Бхерінда (39-51)
- Японія — Імператор Суйнін (29 до н. е.—70 н. е.)

## Африка
- Мавретанське царство — цар Птолемей (23-40)
- Царство Куш — цар Аманітаракіде (37-47)